# 丘小庆
丘小庆（1954年12月26日—），男，汉族，江西寻邬人，中国医学家，四川大学华西基础医学院教授，博士生导师。

## 生平
1982年获北京协和医科大学硕士学位。1991年获美国埃默里大学博士学位。
1996年任美国纽约爱因斯坦学院博士后。1997年任美国国立卫生研究院高级访问科学家。
2005年12月31日，《新语丝刊》刊发左俊勇、杨莉、周雨祺、王海云、张淑华、欧真容六人的署名文章《四川大学海归教授丘小庆在<自然>杂志造假蒙人》，文章质疑丘小庆该论文涉嫌造假，并在其六人不知情的情况之下，将六人署名为共同作者。该文刊登之后，在网络上引起了激烈的反响，中央电视台、人民网等拥有重大影响力的媒体也先后对该事件进行了报道。该学术打假事件由于同时涉及到商业利益，成为新语丝一系列打假事件中较为特殊、影响较大的一个案例。

## 涉嫌造假事件

### 发端
2005年12月31日，新语丝刊发左俊勇、杨莉、周雨祺、王海云、张淑华、欧真容六人的署名文章《四川大学海归教授丘小庆在<自然>杂志造假蒙人》，文章认为丘小庆在其六人不知情的情况之下，将其六人署名为该论文的共同作者，并质疑该论文成果的真实性。该文发表之后，2006年1月9日，根据该论文的研究成果所取得的专利的投资方——四川新泰克控股有限公司发表了《是医学革命还是科技欺诈——关于四川大学丘小庆教授在<自然>杂志发表的论文及专利发明的真伪事件致全国新闻媒体的公开信》，文中认为丘小庆教授所宣称的PH—SA不具备其所宣称的特异性功能，从而认定《人工组合的抗菌工程多肽及其制备方法（中国专利号：01128836.1）》专利无效，要求中止合作，并赔偿损失。

### 发展
丘小庆教授认为“自己的研究还是个模型，并没有说他完全正确。”,并指投诉人左俊勇等完全了解自己的研究内容及情况。丘小庆教授还推测，这起"造假风波"根本就是新泰克公司为了商业利益而炒作出来的新闻，因为新泰克公司“一边说我们造假，一边又不肯把拥有的专利权撤销”。
丘小庆教授认为，张淑华、欧真蓉2人“通过新语丝网站发表的文章”，“采用捏造和诋毁的方法和语言”，引起舆论关注，给自己造成了极大的名誉损害。2006年2月向成都金牛区法院起诉，要求张、欧二人赔礼道歉，赔偿损害抚慰金。2007年法院判决张淑华、欧真蓉2人书面道歉。张淑华不服上诉，2008年成都市中级人民法院以“因原审法院程序有误，可能影响案件正确判决”发回重审。
2007年8月，《自然·生物技术》发表丘小庆教授的论文《Small antibody mimetics comprising two complementarity-determining regions and a framework region for tumor targeting》。该论文被《自然·生物技术》放在其网页的首页作为“本月度最重要的生物技术研究成果”向全世界展示。